# Living for the Weekend
"Living for the Weekend" é o quarto álbum de estúdio do grupo inglês The Saturdays. Foi lançado no Reino Unido em 14 de outubro de 2013, pela Fascination Records e suas gravadoras associadas. Living for the Weekend foi gravado entre 2011 e 2013 em Los Angeles, Londres e Nova York. O colaborador de longa data Steve Mac voltou a trabalhar no álbum, além de alistar uma ampla gama de novos produtores e escritores, incluindo Rodney Jerkins, Rowe Outono, Diane Warren, Carl Ryden, DNA Songs, David Schuler, Priscila Renea, Camille Purcell, Jim Jonsin e muitos mais. O álbum foi precedido por seu primeiro lançamento nos EUA, um EP chamado Chasing The Saturdays.
Living for the Weekend é predominantemente um disco de eletronic dance music que incorpora elementos de R&B, dance e house. O artista de reggae Sean Paul é o único artista convidado no álbum. A banda disse que elas estavam sobrecarregadas" com o trabalho com as pessoas que tiveram a chance de começar a trabalhar em Living for the Weekend. Em apoio ao EP e álbum, o grupo também estrelou o seu próprio reality show de televisão, Chasing The Saturdays, para apresentá-las ao público americano em apoio da Mercury Records.
"30 Days" foi anunciado como primeiro single do álbum e foi lançado em 11 de maio de 2012 e estreou no número sete do UK Singles Chart. O segundo single do álbum, "What About Us", foi lançado em dezembro de 2012 e atuou como o primeiro lançamento internacional da banda. Foi lançado em 17 de março de 2013 no Reino Unido e estreou no número um no UK Singles Chart, tornando-se o primeiro single #1 das meninas. "Gentleman" foi lançado como o terceiro single do álbum em junho de 2013 e um quarto, "Disco Love" em outubro de 2013, onde estreou no número cinco no UK Singles Chart.
O álbum recebeu principalmente críticas mistas de críticos; Alguns apontaram que o álbum tinha uma "falta de personalidade". Muitos críticos pensaram que a última parte do álbum não era tão forte quanto a primeira metade. Após o lançamento, estreou no número dez na UK Albums Chart, dando The Saturdays seu quarto top-ten álbum no Reino Unido. Ele também estreou no número 16 na Irish Albums Chart, tornando-se o segundo álbum da banda no top vinte na Irlanda.

## Antecedentes
No final de outubro de 2012, foi revelado ao público que The Saturdays estavam em conversas para apresentar o seu próprio programa de televisão mais especificamente reality show. Embora, elas já tinham feito isso anteriormente com "The Saturdays: 24/7" transmitido através ITV2. Foi revelado mais tarde que a rede de televisão americana, E! Estavam interessados em exibir o programa de tv das meninas. Foi anunciado que elas assinaram um contrato com a rede e "Chasing The Saturdays" seria transmitido através do E! Internacionalmente. Mais tarde revelou-se que a banda tinha assinado um acordo de registro conjunto com Island Def Jam Records e Mercury Records. O acordo conjunto permitiria que o grupo liberasse o material futuro internacional principalmente nos Estados Unidos e o Canadá. Enquanto a banda estava filmando seu realuty show, na América, a banda começou a trabalhar em novas músicas e colaborar com um número de produtores. Rodney Jerkins, que é conhecido como "Darkchild" foi revelado para ser incluído no quarto álbum de estúdio da banda. Ele é conhecido por produzir sucessos para Michael Jackson, Britney Spears, Whitney Houston e Justin Bieber e outros. Diane Warren foi revelada para estar trabalhando no álbum. Foi dito por Frankie Sandford que a banda tinha medo de tentar e quebrar a América devido à banda ter sucesso constante em sua terra nativa, Inglaterra e Irlanda. Ela disse: "Hoje em dia, felizmente, as pessoas [britânicas] estão muito mais abertas para seus artistas favoritos indo para a América. Costumava ser um pouco como: 'Eles estão nos deixando! Eles estão indo para os EUA e eles Nunca mais voltaram! Muitos fãs especularam que o álbum seria o último da banda depois que Una Healy e Rochelle Humes se tornaram mães, mas a banda negou e alegou ter planos para o futuro, incluindo uma turnê.

## Produção e desenvolvimento
A fim promover-se em dentro dos Estados Unidos, as garotas começaram a pensar em uma forma de conquistar o público americano depois que estiveram presentes em cerimónias de abertura tais como a do MTV Video Music Awards. O grupo mais tarde agradeceu o sua gravadora dos EUA, por lhes dar uma chance nos Estados Unidos. A banda disse que sua nova gravadora fez com que elas se sentissem bem-vindas, o que os ajudou a se instalarem e fizeram com que se sentissem muito mais confortáveis e sentiam um "peso fora de seus ombros". As Saturdays, disseram que têm muito respeito pela gravadora e disseram que era uma "honra" fazer parte de seu time de artistas, já que eles tiveram grande sucesso com seus artistas, como Mariah Carey, Kanye West, Rihanna, 2 Chainz, Neon Trees e muitos outros. A banda anunciou que iria lançar um extended play na América do Norte no início de 2013. O EP foi oficialmente lançado na América do Norte em 27 de janeiro de 2013, intitulado "Chasing The Saturdays". O EP seria lançado uma vez que músicas de seu reality show da tevê, intitulado o mesmo nome, que atuaria como uma promoção para a faixa em América. O EP contará com o primeiro single americano da banda, "What About Us", também cos singles anteriores, que incluem hits: "All Fired Up", "Higher", que incluiu vocais convidados de Flo Rida, "Notorious" E "Ego". De acordo com E! Presidente Suzanne Kolb, "As Saturdays são um fenômeno pop com apelo magnético e tremendo talento, e estamos ansiosos para capturar seu próximo capítulo, conquistando os corações e listas de reprodução da América", acrescentando que "Chasing The Saturdays" Além do popular bloco de seu reality de Domingo de E!, que continua a oferecer, não pode perder a programação original para os espectadores durante todo o ano ". Depois de sua estréia em seu país, Chasing The Saturdays tornou-se um dos shows mais assistidos em E!, no Reino Unido. Elas também se apresentaram nos 70º Golden Globe Awards.
A banda disse que elas estão se espelhando no sucesso de outros artistas britânicos, como One Direction, Adele, Cher Lloyd, The Wanted e Emeli Sandé. Foi revelado por Perez Hilton que a banda tinha trabalhado com Demi Lovato no estúdio de gravação. Foi revelado que Sean Paul apareceria no álbum. Quando a banda estava se apresentando ao público americano, Rochelle Humes disse que ela era a "mãe do grupo", elas chamam Mollie King de a "personagens Disney", embora ela disse: "Eu não sou. A vida é um conto de fadas, mas eu gosto de ver o lado bom das situações." Vanessa White revelou que ela gostava de festa:"Eu adoro sair. Eu não gosto da ressaca no dia seguinte, Frankie Sandford disse que já estava acostumada com a  indústria da música, como ela tinha já tinha sido da indústria desde que ela era uma criança na banda, S Club 8, juntamente com Humes. Onde como Una Healy apresentou-se junto com sua filha Aoife Belle e marido, Ben Foden. A banda disse que o álbum seria "obviamente o som Sats" Sandford disse que o álbum seria Dance e otimista, mas acabaria por ser pop. King revelou que a banda tinha escrito a maioria das músicas no álbum, que elas estavam mais animadas. A banda disse que elas gostariam de trazer "power girl" de volta para os EUA, como as Spice Girls fez. King disse: "Desde as Spice Girls não houve uma girlband britânica para fazê-lo em os EUA, seria bom para nós trazermos o poder feminino um pouco de volta na cena." No entanto, o grupo de garotas também Inglês Little Mix com seu Álbum de estréia, DNA, estabeleceu novos recordes para um gitl gtoup britânico nos EUA em junho de 2013. Healy disse que estava "sobrecarregada" com as pessoas com quem teve a chance de trabalhar no álbum.

## Composição e lançamento
O single do álbum, "30 Days" é produzido por Steve Mac. Mac, que é um colaborador regular já produziu hit singles para a banda, incluindo "Ego". "30 Days" foi dito para "encher a pista de dança com seus batimentos de eco" Robert Copsey de Digital Spy classificou o single com 4 de 5 estrelas, escrevendo uma revisão positiva sobre a sua "mistura de synths plinky", "rumbling electro Beats"e "refrain addictive" que é "mais fresco do que uma explosão de Listerine." A canção teve o efeito de fazer você querer "jogar os braços para cima." A canção tem um "coro addictive". Alguns críticos, no entanto, questionaram "30 Days" em Living for the Weekend, pois disseram que a música teria sido um bom ajuste para o álbum anterior da banda, On Your Radar. Foi revelado que a banda tinha começado a trabalhar com Darkchild em canções que são "tipo de R&B-pop". Una Healy disse: Temos uma boa mistura. Estou muito animada porque temos trabalhando com algumas pessoas interessantes Foi revelado pelo Professor Green que a banda estava gravando com DJ Fresh. Healy disse que toda a oportunidade de assinar co, o selo norte-americano foi um grande passo para a banda sair e construir uma base de fãs nos Estados Unidos. "A coisa toda, tocar, gravar um grande álbum para ser lançado no final do ano, e trabalhar com os caras da E !, que eram profissionais super amigáveis, foi a oportunidade de toda uma vida".
O segundo single do álbum, "What About Us" foi escrito por Camille Purcell, Ollie Jacobs e Philip Jacobs. A canção foi a primeira faixa a ser lançada na América do Norte, e a banda disse que não queria mudar seu tipo de música para o público americano. Sean Paul participa de uma canção e seria a única colaboração do álbum. A banda brincou dizendo que "What About Us" é uma faixa pop, e isso é uma boa indicação do que pode ser esperado do álbum, e que elas estavam com Diane Warren para gravar algumas baladas e não apenas faixas pop. No início de dezembro de 2012, a banda twittou "No estúdio hoje! Terminando algumas faixas para o NOVO ALBUM..whoop!" Embora, a banda voltou a gravar mais músicas mais tarde em 2013. Quando em uma entrevista a banda foi perguntada se elas iriam gravar uma música como girlband britânica, Stooshe, em que a banda disse que elas não são "corajosas" o suficiente para gravar esse tipo de música. Mas respeitava a música feita pelas Stooshe.
Enquanto estavam gravando, Frankie Sandford anunciou que eles tinham gravado uma faixa que era um "som diferente para nós", embora ela sentia como a música era "uma progressão natural" de suas canções anteriores. Mollie King disse que a banda tinha encontrado o monte de "prazer" de gravar seu quarto álbum de estúdio devido a "messing around" em um monte de novas faixas. Foi revelado pela banda que eles tinham começado a escrever faixas para o álbum e elas estavam "animadas" para que seus fãs possam ouvir as faixas que tinham escrito. Foi anunciado que o grupo tinha começado a trabalhar com o grupo de produção, The Jam. Três das integrantes da banda são mães ou estavam grávidas: Uma Healy e estava esperando uma filha de Ben Foden que nasceu em março de 2011, Rochelle Wiseman estava gravida do marido Marvin Humes que nasceu em maio de 2012 e Frankie Sandford estava grávida do noivo Wayne Bridge que Estava previsto para nascer em outubro de 2013. Humes disse que era melhor para a banda ter seus filhos ao gravar seu quarto álbum de estúdio e não promover seu álbum. A banda entrou no estúdio com Arkarna e revelou que tinha gravado uma "melodia" com elas.

## Faixas
| N.º            | Título                                | Compositor(es)                                                                                        | Produtor(es)                                          | Duração |  |
| 1.             | "What About Us" (featuring Sean Paul) | Camille Purcell Ollie Jacobs Philip Jacobs Sean Henriques                                             | Art Bastian James F. Reynolds (additional production) | 3:40    |  |
| 2.             | "Disco Love"                          | Pálmi Ragner Ásgeirsson Ásgeir Orri Ásgeirsson Saethór Kristjánsson Adam Klein                        | StopWaitGo                                            | 3:13    |  |
| 3.             | "Gentleman"                           | Priscilla Renea Hamilton Lukas Nathanson Scott Effman                                                 | Scott Effman                                          | 3:40    |  |
| 4.             | "Leave a Light On"                    | Mike Mani Jordan Omley Lisa Scinta Amber Riley [ 31 ]                                                 | The Jam                                               | 3:36    |  |
| 5.             | "Not Giving Up"                       | Antonio Egizii Celetia Martin David Musumeci Carl Ryden Carla Williams [ 32 ]                         | Carl Ryden                                            | 3:03    |  |
| 6.             | "Lease My Love"                       | Hamilton Rodney "Darkchild" Jerkins [ 33 ]                                                            | Jerkins                                               | 3:40    |  |
| 7.             | "30 Days"                             | Steve Mac Autumn Rowe                                                                                 | Mac                                                   | 3:04    |  |
| 8.             | "Anywhere with You"                   | Una Healy Mollie King Frankie Sandford Rochelle Wiseman Vanessa White David Schuler Mani Omley [ 31 ] | The Jam                                               | 3:16    |  |
| 9.             | "Problem with Love"                   | Mani Omley James Scheffer [ 31 ]                                                                      | The Jam Jim Jonsin                                    | 3:38    |  |
| 10.            | "You Don't Have the Right"            | Diane Warren                                                                                          | Red Triangle                                          | 3:43    |  |
| 11.            | "Don't Let Me Dance Alone"            | Healy King Sandford Humes White Mani Omley [ 31 ]                                                     | The Jam                                               | 3:26    |  |
| 12.            | "Somebody Else's Life"                | Healy King Sandford Humes White Charlie Holmes Lucie Silvas Judie Tzuke [ 35 ]                        | Charlie Holmes                                        | 2:52    |  |
| Duração total: | Duração total:                        | Duração total:                                                                                        | Duração total:                                        | 40:38   |  |

| Living for the Weekend - Deluxe edition faixas bônus - |                                                                     |         |  |
| N.º                                                    | Título                                                              | Duração |  |
| 13.                                                    | "Wildfire"                                                          | 3:37    |  |
| 14.                                                    | "What About Us" (Extended Mix)                                      | 3:51    |  |
| 15.                                                    | "What About Us" (featuring Sean Paul) (The Buzz Junkies Radio Edit) | 3:23    |  |
| 16.                                                    | "Gentleman" (The Alias Radio Edit)                                  | 3:26    |  |
| 17.                                                    | "Disco Love" (Wideboys Radio Edit)                                  | 3:21    |  |
| 18.                                                    | "Not Giving Up" (JRMX WeLovePop Radio Edit)                         | 3:52    |  |

## Desempenho nas paradas
| Chart (2013)                        | Melhor posição |
| ----------------------------------- | -------------- |
| Irlanda (IRMA)                      | 16             |
| Escócia (Official Scottish Albums)  | 11             |
| Reino Unido (Official Albums Chart) | 10             |
| US Top Heatseekers (Billboard)      | 25             |

## Lançamento
| País            | Data                  | Formato             | Gravadora             | Edição         |
| --------------- | --------------------- | ------------------- | --------------------- | -------------- |
| Austria         | 11 de outubro de 2013 | CD digital download | Fascination Polydor   | Padrão, Deluxe |
| Bélgica         | 11 de outubro de 2013 | CD digital download | Fascination Polydor   | Padrão, Deluxe |
| República Checa | 11 de outubro de 2013 | CD digital download | Fascination Polydor   | Padrão, Deluxe |
| Irlanda         | 11 de outubro de 2013 | CD digital download | Fascination Polydor   | Padrão, Deluxe |
| Alemanha        | 11 de outubro de 2013 | CD digital download | Fascination Polydor   | Padrão, Deluxe |
| Países baixos   | 11 de outubro de 2013 | CD digital download | Fascination Polydor   | Padrão, Deluxe |
| Nova Zelândia   | 11 de outubro de 2013 | CD digital download | Fascination Polydor   | Padrão, Deluxe |
| República Checa | 11 de outubro de 2013 | CD digital download | Fascination Polydor   | Padrão, Deluxe |
| Eslováquia      | 11 de outubro de 2013 | CD digital download | Fascination Polydor   | Padrão, Deluxe |
| Eslováquia      | 11 de outubro de 2013 | CD digital download | Fascination Polydor   | Padrão, Deluxe |
| África do Sul   | 11 de outubro de 2013 | CD digital download | Fascination Polydor   | Padrão, Deluxe |
| Suécia          | 11 de outubro de 2013 | CD digital download | Fascination Polydor   | Padrão, Deluxe |
| Reino Unido     | 14 de outubro de 2013 | CD digital download | Fascination Polydor   | Padrão, Deluxe |
| Japão           | 16 de outubro de 2013 | CD digital download | Universal Music Japan | Padrão, Deluxe |
| Austrália       | 18 de outubro de 2013 | CD digital download | Polydor               | Padrão, Deluxe |
| Canadá          | 22 de outubro de 2013 | Digital download    | Mercury               | Padrão, Deluxe |
| Estados Unidos  | 22 de outubro de 2013 | Digital download    | Mercury               | Padrão, Deluxe |
| Canadá          | 5 de outubro de 2013  | CD                  | Mercury               | Deluxe         |